# Kaʻaʻawa
Kaʻaʻawa – census-designated place (CDP) na wyspie Oʻahu, w hrabstwie Honolulu, na Hawajach, w Stanach Zjednoczonych. Według szacunków United States Census Bureau w roku 2010 CDP miało 1 379 mieszkańców.

## Geografia
Według United States Census Bureau census-designated place obejmuje powierzchnię 1,3 mil2 (3,4 km²), z czego 0,8 mil2 (2,1 km²) stanowi ląd, a 0,5 mil2 (1,4 km²) stanowi woda.

## Demografia
Według spisu z roku 2000, CDP zamieszkiwało 1 324 osób, które tworzyły 469 gospodarstw domowych i 323 rodzin. Średni roczny dochód dla gospodarstwa domowego wynosił 54 500 $ a średni roczny dochód dla rodziny to 60 156 $. Średni roczny dochód na osobę wynosił 21 881 $ (42 500 $ dla mężczyzn i 28 906  $ dla kobiet). 11,8% rodzin i 9,0% mieszkańców census-designated place żyło poniżej granicy ubóstwa, z czego 20,2% to osoby poniżej 18 lat a 3,0% to osoby powyżej 65 roku życia.